# Inspired
«Inspired» —en español: «Inspirada»— es una canción country pop interpretada por la cantante estadounidense Miley Cyrus. Fue lanzada como sencillo promocional de su sexto álbum de estudio, Younger Now, el 9 de junio de 2017 en las principales plataformas de descarga digital y streaming. Se trata de una balada-himno pacifista dedicado a la comunidad LGTB, compuesto por Miley Cyrus y Oren Yoel, y producido también por este último.

## Antecedentes
La primera vez que se escuchó «Inspired» fue en directo el 17 de mayo, durante un evento solidario y benéfico en el que actuó Cyrus con pantalones vaqueros, una camiseta blanca y un sombrero de ala ancha, y conectó su propia organización sin fines de lucro, la Happy Hippie Foundation, antes de estrenar la canción en la Robin Hood Foundation’s Gala de Nueva York. Cyrus dijo que lanzó la canción "en la celebración del Orgullo Gay y como el grito desesperado por más amor en este mundo".
La canción se estrenó en las principales plataformas digitales de descargas y streaming el 9 de junio de 2017 por sorpresa.

## Composición
«Inspired» fue compuesta únicamente por Miley Cyrus junto a Oren Yoel, quien además se encargó de producirla y que además ha trabajado con Cyrus en sus álbumes anteriores. Se trata de una balada-himno pacifista dedicado a la comunidad LGTB y a la paz mundial.[cita requerida]. Asimismo, cabe destacar que 'Inspired' contiene un "sample" de la canción 'Giving You Up' filtrada a principios de 2010.

## Recepción

### Recepción de la crítica

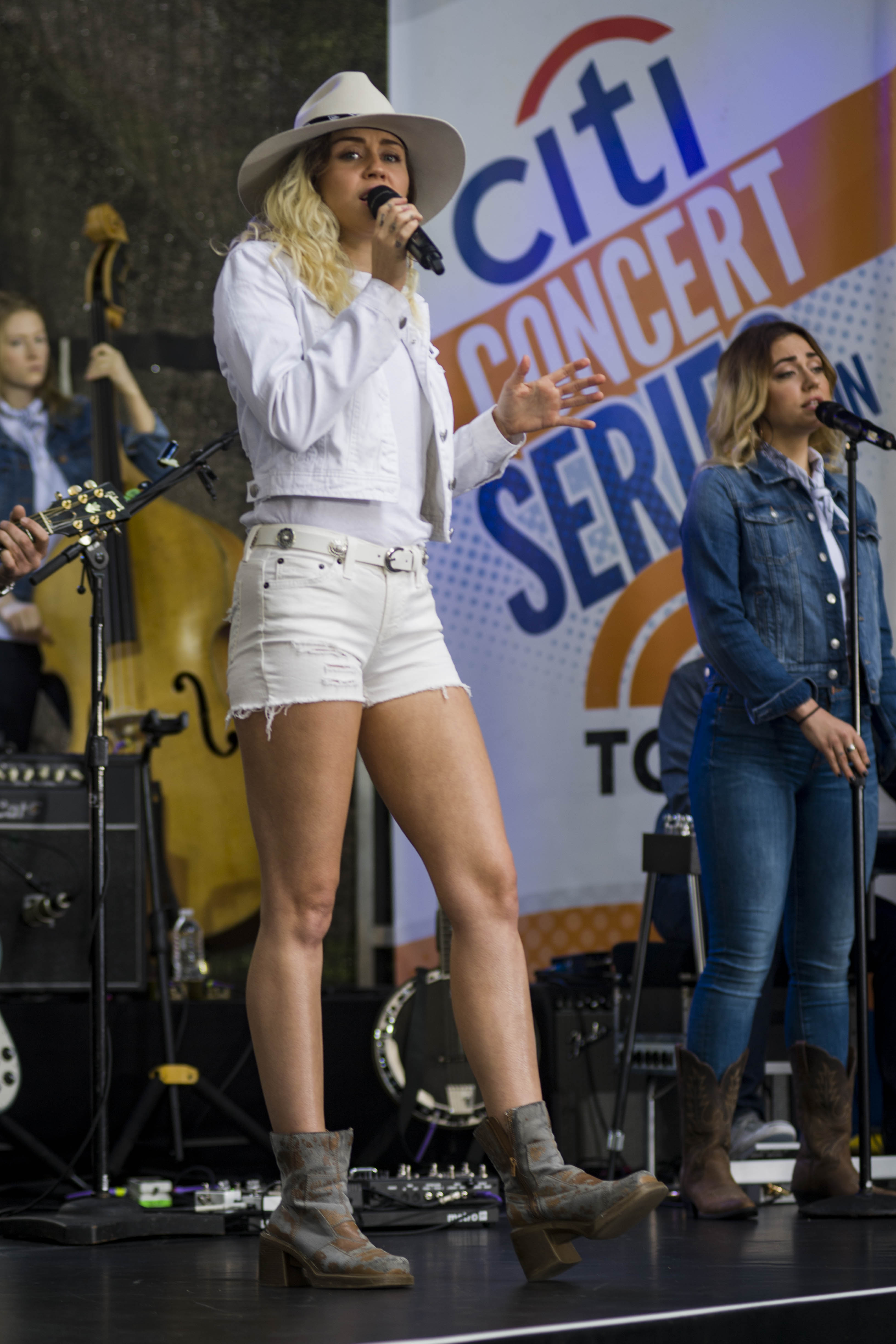
Cyrus actuando durante el programa matutino “Today Show” en Nueva York.

Con esta canción Cyrus obtuvo una recepción positiva, y es que esta nueva melodía “country” parece consolidar aún más su "transición" musical. En una reseña para el sitio web Idolator describen el sencillo promocional del siguiente modo: «la nueva balada abarca completamente el género que hizo a su padre una super estrella en los años 90. "Estamos destinados a más, tire de la manija en la puerta que se abre para cambiar", ella canta en el coro edificante sobre una guitarra y cuerdas de violín. "Sé que suena tan extraño porque siempre te has sentido tan pequeño, pero sabes que no estás en absoluto y espero que te sientas inspirado". Es una linda canción sobre difundir la positividad y efectuar el cambio - un mensaje oportuno dado el incendio de basureros que es 2017».
John Norris, que escribió para Billboard, describió la canción como "una pista tierna que dobla hacia abajo en el sentimentalismo de "Malibu", y que debería borrar cualquier duda de que Cyrus se ha convertido una página musical para 2017."

## Presentaciones en vivo
La primera vez que se interpretó «Inspired» en directo fue el 17 de mayo, durante la Robin Hood Foundation’s Gala de Nueva York. El 1 de junio Cyrus actuó en el “Today Show”, interprendo su entonces sencillo oficial «Malibu» y esta nueva canción por primera vez en televisión. Poco después, el 4 de junio, Cyrus la interpretó en el evento que tuvo lugar en Mánchester, un concierto benéfico llamado "One Love Manchester" para rendir tributo a las víctimas del Atentado de Mánchester sucedido días antes para recaudar fondos para las familias afectadas, donde asistieron cerca de 55.000 personas. El 11 de junio Cyrus actuó en el festival iHeartSummer en Miami, interpretando la canción con la misma temática que venia haciendo en presentaciones anteriores. Al día siguiente, la cantante volvió a interpretar en sencillo durante un concierto perteneciente a las fiestas del Orgullo Gay de Washington D.C. El 14 de junio Cyrus actuó durante el Nova’s Red Room Global Tour en Nueva York, interpretando varias de sus canciones, entre ellas, el sencillo. Pocas horas después, fue la invitada especial en el programa de Jimmy Fallon “The Tonight Show” donde, además de participar en situaciones cómicas y en su respectiva entrevista, cantó el sencillo recibiendo buenas críticas por su interpretación y calidad vocal. Poco después actuó en el BLI Summer Jam en Nueva York, donde volvió a interpretar el sencillo. Del mismo modo, volvió a actuar, esta vez en el Kiss108 Concert en Boston.

## Posicionamiento
| Listas (2017)              | Posición |
| -------------------------- | -------- |
| Australia (ARIA)           | 97       |
| España (Top 100 Canciones) | 23       |
| Rusia (Tophit)             | 450      |

## Historial de lanzamientos
| País | Fecha              | Formato                      | Discografía | Ref.   |
| ---- | ------------------ | ---------------------------- | ----------- | ------ |
|      | 9 de junio de 2017 | Descarga digital y streaming | RCA Records | [ 17 ] |